# Stiff Records
Stiff Records is een platenlabel dat in 1976 in Londen werd opgericht door Dave Robinson en Andrew Jakeman (ook bekend als Jake Riviera). Het label was actief tot 1985.
De oprichting van het label viel samen met de opkomst van de punkrock. Stiff Records tekende verschillende pubrockbands en -artiesten die vervolgens als punk en new wave door het label werden gepromoot. Tot die artiesten behoorden Nick Lowe, Elvis Costello, Ian Dury en Wreckless Eric. Stiff Records maakte veel gebruik van provocatieve en geestige marketing en reclame, waarbij het label zichzelf betitelde als "The World's Most Flexible Record Label" ("Het meest flexibele platenlabel").
Het label bracht verder muziek uit van onder meer:
- Madness
- Motörhead
- The Pogues
- Tracey Ullman
- The Belle Stars
- Devo
- The Damned
- Ian Dury and the Blockheads
- Dave Edmunds
- Jona Lewie
- Lene Lovich
- Kirsty MacColl
- Yello
- Wreckless Eric